# Francesca Bertini

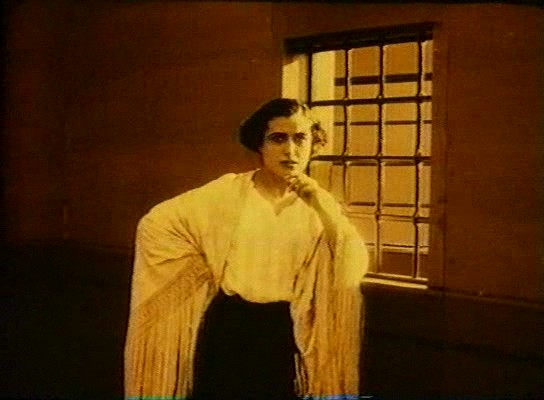
Francesca Bertini auf dem Set des Films Assunta Spina (1915)

Francesca Bertini (eigentlich Elena Seracini Vitiello; * 11. April, nach anderen Quellen 5. Januar 1892 in Prato; † 13. Oktober 1985 in Rom) war eine italienische Filmschauspielerin. Sie galt als die Diva des italienischen Stummfilms.

## Leben
Bertini war die Tochter einer Schauspielerin, wurde vom neapolitanischen Volkssänger Arturo Vitiello adoptiert und wuchs somit in Neapel auf, wo sie als Elfjährige ihre ersten Bühnenauftritte hatte. 1904 zog die Familie nach Rom, wo sie weiter Theater spielte und die Firma Film d’Arte Italiano Pathé auf sie aufmerksam wurde. Ab 1910 trat sie im italienischen Film auf, anfangs vor allem in auf weniger als 15 Minuten Spieldauer gerafften Verfilmungen klassischer Theaterstücke. Davon sind bis heute noch einige handkolorierte Shakespeare-Verfilmungen von Gerolamo Lo Savio oder auch Ugo Falena, mit dem sie in den frühen 1910er Jahren eng zusammenarbeitete, erhalten geblieben.
Von 1912 bis 1915 bei der Celio Film und mehr noch von 1915 bis 1919 bei der Caesar Film wurde sie zum Filmstar und zur unbestrittenen Diva des italienischen Films aufgebaut. Unter der Regie von Baldassarre Negroni spielte sie 1912/13 in Lagrime e sorrisi, Histoire d'un pierrot und La maestrina ihre ersten wichtigen Rollen. Sie entwickelte sich zu einer markanten und starken Schauspielerpersönlichkeit mit oftmals aggressiv-leidenschaftlicher, aber auch zurückhaltender Darstellung innerlich widersprüchlicher Frauenspersonen. Bertini spielte sie mit natürlicher Gestik. Gemeinsam mit Gustavo Serena schuf sie 1915 ihren heute wohl bekanntesten Film, den in Neapel spielenden Klassiker des Verismo Assunta Spina, in dem sie eine leidenschaftlich liebende Frau zwischen zwei Männern spielt. Weitere wichtige Rollen hatte sie in La signora dalle camelie (1915), Odette (1916), Fedora (1916), Malìa (1917), La Tosca (1918), La donna nuda (1918) und La serpe (1919). In den 1920er Jahren zog sie sich zunehmend aus dem Filmgeschäft zurück. Am 8. August 1921 heiratete sie den Schweizer Bankier Paul Cartier. Nur sehr gelegentlich nahm sie Filmangebote wahr.
1976 konnte Bernardo Bertolucci sie für die Rolle der Schwester Desolata in seinem Epos 1900 gewinnen. Der von Gianfranco Mingozzi gedrehte Dokumentarfilm L'ultima diva: Francesca Bertini (1982) ist eine Interview-Dokumentation der 90-jährigen Schauspielerin.
Francesca Bertini starb im Alter von 93 Jahren und wurde auf dem Cimitero Flaminio der Hauptstadt Rom beigesetzt.

## Filmografie (Auswahl)
- 1910: Salomé (Kurzfilm)
- 1912: Romeo und Julia (Giulietta e Romeo)
- 1913: Lagrime e sorrisi
- 1915: Assunta Spina (Assunta spina)
- 1915: La signora delle camelie
- 1916: Odette
- 1916: Fedora
- 1917: Malìa
- 1918: La Tosca
- 1918: La donna nuda
- 1920: La serpe
- 1927: Mein Leben für das Deine
- 1929: Das Recht des Stärkeren (La possession)
- 1976: 1900 (Novecento)